# ژیکا
ژاک کالاجیان (فرانسوی: Jacques Kalaydjian‎؛ زاده ۱ ژانویه ۱۹۲۶ – درگذشته ۱۵ مه ۲۰۰۵ ) هنرمند ارمنی‌تبار اهل فرانسه بود که آثار خویش را تحت نام مستعار ژیکا (فرانسوی: Jicka‎) خلق نمود. بین سال‌های ۱۹۸۴ تا میلادی ۱۹۸۸ وی محبوب‌ترین کمیک‌های فرانسوی زمان، Les Pieds Nickelés را پدیدآورد.

## زندگی‌نامه
ژیکا در ۱ ژانویه ۱۹۲۶ در لورانسی، پاریس به دنیا آمد. در سال ۱۹۴۱ به عنوان طراح در روزنامه L'Épicier شروع به فعالیت نمود. نخستین کمیک استریپ خویش را در Cadet Journal منتشر نمود. وی بیش از ۳۵ سال در شل زندگی می‌کرد. وی در ۲۰۰۵ در سن ۷۹ سالگی در نرماندی درگذشت.